# Franz Mayer Traumann
Franz Gabriel Mayer Traumann Altschuhl (Mannheim, Alemania; 3 de septiembre de 1882 - Ciudad de México, 25 de junio de 1975), más conocido como Franz Mayer, fue un coleccionista, financiero, fotógrafo, floricultor y filántropo alemán nacionalizado mexicano.
Su pericia financiera le permitió contar con importantes recursos que posibilitaron la creación de una colección de más de diez mil objetos, que dio origen al Museo Franz Mayer de la Ciudad de México.

## Datos biográficos
Franz Mayer nació el 3 de septiembre de 1882 en Mannheim, Alemania. Se enlistó como voluntario en el Segundo Regimiento de Granaderos del emperador Guillermo II por un año y posteriormente emigró a Londres y vivió ahí alrededor de dos años. Más tarde, viajó a los Estados Unidos para trabajar para la compañía de bolsa Merrill Lynch desde 1903 hasta 1905, año en que emigró a México.
Comenzó una labor de agente independiente en la Bolsa Mexicana de Valores. Su gran habilidad le permitió escalar escaños y convertirse en un empresario y financiero de gran renombre, así como hacerse de una considerable fortuna.
Abandonó el país para radicar en los Estados Unidos al inicio de la Revolución mexicana en 1910, pero para 1913 ya había regresado a México y en 1933 se nacionalizó mexicano. Ya en 1920 había contraído matrimonio con doña María Antonieta de la Macorra, quien murió ocho años después, sin dejar descendencia.

Franz Mayer tuvo un gran arraigo a México, según sus propias palabras cuando recibió su nacionalización el 29 de diciembre de 1933 con un documento emitido por el presidente Abelardo L Rodríguez:
... los dos móviles que tuve para adoptar la nacionalidad mexicana fueron mi arraigo a este país, mi adaptación a sus costumbres, el deseo de establecer mi hogar en México; puedo decir que abrace con toda sinceridad la nacionalidad mexicana sin reserva alguna.
Franz Mayer murió en 1975 dejando su enorme colección particular, así como su fortuna, al pueblo de México, en la forma de un fideicomiso con el que, a la postre, se fundaría el Museo Franz Mayer.

## Hombre de múltiples facetas
Franz Mayer tuvo los más variados intereses y aficiones. Como fotógrafo aficionado, capturó con su cámara Leica diversas caras del interior de México, país que recorrió de norte a sur a partir de 1928.
Entre 1926 y 1928 viajó a Egipto, Malasia, Ceilán, India, Java, China, Japón, Corea, Cuba, Perú, Bolivia, Panamá, Chile y Argentina, registrando los itinerarios de sus viajes y tomando decenas de fotografías.
Su afición por la floricultura, en particular el cultivo de orquídeas, le hizo mandar traer las más extrañas y delicadas variedades de esta flor desde diversas partes del mundo.

## Coleccionista
Dentro de los muchos intereses que cultivó Franz Mayer durante su vida, destaca su afición por las antigüedades y el arte. 
Alrededor del año 1933 comenzaron las visitas y las solicitudes de material y catálogos a distintas casas de venta de objetos de arte como Parke-Bernnet, The Marsen J. Perry Collection, Sotheby's, así como publicaciones como The Connoisseur y librerías como Cambridge Books y Bretano’s.
A través de Emil Hirsh, director de la Hirsh Rare Books and Prints de Londres, Franz Mayer conoció a Hellmut Wallach, quien se encargaría de comprarle objetos en Nueva York hasta la década de 1950. En México, José Samaniego hizo compras de azulejos y objetos de talavera desde 1943 hasta 1961.
Franz Mayer vivió la mayor parte de su vida en una casa en las Lomas de Chapultepec, al poniente de la Ciudad de México. Esa casa contenía varios cuartos, en los que guardaba su colección, que llegó a contar con más de diez mil piezas de arte, así como un número similar de libros y fotografías. Esta colección fue por primera vez catalogada en 1953 por el anticuario Gonzalo Obregón.
El profundo interés que Franz Mayer sentía por esta colección lo hizo consultar a diferentes especialistas de su época, acerca de obras que había comprado recientemente o tenía planeado adquirir. Su archivo guarda correspondencia con el Victoria and Albert Museum, la Hispanic Society de Nueva York y el Museo Nacional de Arte Antiguo de Lisboa, entre muchas otras.
Es notorio que cada adquisición era seguida por la compra de libros sobre el tema o alguno afín, lo cual hizo que su biblioteca fuera tan específica como su colección.
Ya desde la década de 1950, Franz Mayer había concebido la idea de legar su colección al pueblo de México. En 1963 constituyó un fideicomiso con el Banco de México y eligió, de entre las personas más cercanas a él, al patronato encargado de cumplir sus deseos: la formación de una biblioteca y la organización de exposiciones, concursos y conferencias.
En 1986, 11 años después de la muerte de Franz Mayer, abrió sus puertas al público, en la histórica Casa del Peso de la Harina, el museo que desde entonces lleva su nombre.